# Mlýnský potok (přítok Moravy)
Mlýnský potok (německy Mühl Graben) je potok v okrese Ústí nad Orlicí v Pardubickém kraji. Délka toku činí 4,7 km. Od roku 2022 údolí Mlýnského potoka překonává visutý most pro pěší Sky Bridge 721 o délce 721 m.

## Průběh toku
Pramení na svahu hory Slamník v nadmořské výšce okolo 1105 m. Teče strmou roklí k jihozápadu, po asi 3 km opouští lesy pohoří Králický Sněžník a teče krajinou luk a pastvin s ojedinělými remízky směrem k obci Dolní Morava, kde se jako levostranný přítok vlévá do řeky Moravy v nadmořské výšce okolo 605 m.